# Темпа
Темпа (ест. Tempa) малено је село у западном делу Естоније и административни центар општине Пихалепа у округу Хијума. Село се налази у источном делу острва Хијума, на неких 1 km западније од обале пролаза Вајнамери.
Према подацима са пописа становништва 2011. у селу је живело свега 19 становника, што га чини најмањим општинским центром у земљи.